# Jaworze (Powiat Bielski)
Jaworze (deutsch (Bad) Ernsdorf) ist ein Dorf im Powiat Bielski in der Woiwodschaft Schlesien in Polen. Es ist zugleich Sitz der gleichnamigen Gmina wiejska (Landgemeinde).

## Geographie

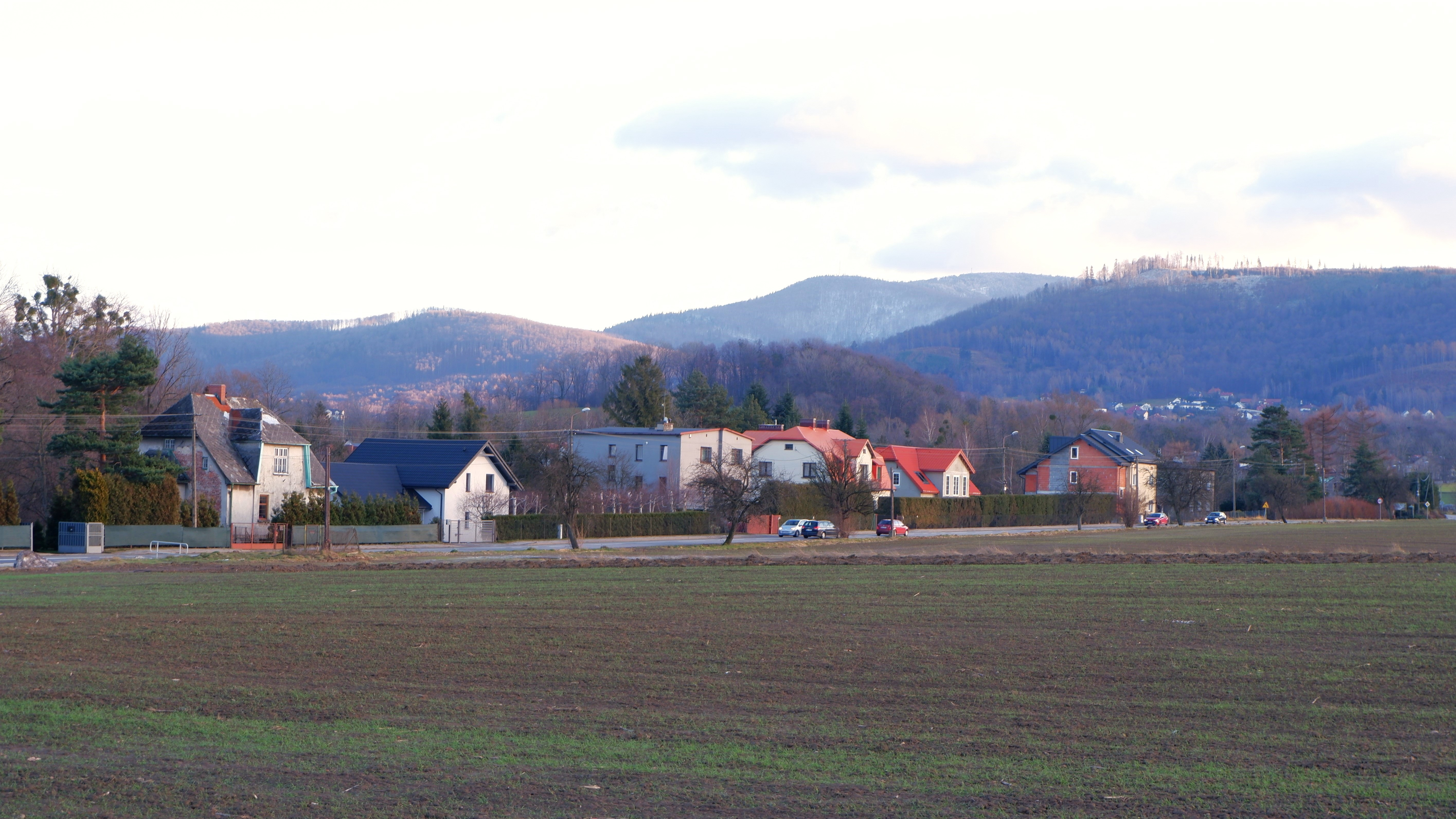
Blick auf die Schlesischen Beskiden von Jaworze Dolne (Nieder-Ernsdorf)

Jaworze liegt im Olsagebiet in den Pogórze Śląskie am nördlichen Rand der Schlesischen Beskiden ca. 51 km südlich von Katowice und ca. 8 km westlich von Bielsko-Biała. Der Bahnhof Jaworze Jasienica liegt an der Bahnstrecke Bielsko-Biała–Cieszyn.

## Geschichte

### Mittelalter und frühe Neuzeit
Das Dorf liegt im Olsagebiet (auch Teschner Schlesien, polnisch Śląsk Cieszyński). Im Jahre 1290, in der Zeit des polnischen Partikularismus, entstand das neue Herzogtum Teschen, dadurch kam es zu weiterer Kolonisation: Das Dokument Liber fundationis episcopatus Vratislaviensis (Zehntregister des Bistums Breslau) von etwa 1305 zeigte  siebzehn neue Dörfer im Herzogtum auf, unter anderen „Item in Javorse“. Das Dorf war noch in der frühen Phase der Gründung, weshalb das Territorium, von dessen Höhe der Zehnts ausgerechnet wurde, nicht genannt wurde. Der ursprüngliche Name ist slawischstämmig, abgeleitet vom Berg-Ahorn (polnisch jawor). Die Siedlung wurde im Jahre 1443 wieder als Jaworzi erwähnt.
Später im 15. Jahrhundert siedelte der damalige Besitzer Piotr (Peter) neben Polen (Slawen) auch deutschsprachige Siedler an. Die neue Siedlung wurde Ernsdorf genannt (z. B. im Jahre 1566). Jaworze und Ernsdorf wuchsen später zusammen und der Ort wurde mit einem Doppelnamen bezeichnet.

### Die Reformation
Die katholische Pfarrei wurde im späten 15. Jahrhundert errichtet. Nach 1540 erfolgte unter Wenzel III. Adam die Reformation und die Kirche wurde von Lutheranern übernommen. Eine Sonderkommission gab sie am 16. April 1654 an die Katholiken zurück. Nach dem Toleranzpatent wurde eine lutherische Gemeinde in der Superintendentur A. B. Mähren und Schlesien errichtet.

### Unter der Herrschaft der Habsburger
Seit 1327 stand das Herzogtum Teschen unter der Lehensherrschaft des Königreichs Böhmen und seit 1526 gehörte es zur Habsburgermonarchie. Im Jahre 1572 entstand die Minderstandesherrschaft Bielitz, der das Dorf unterstand, sie entwickelte sich von 1751 bis 1754 zum Herzogtum.
Nach der Aufhebung der Patrimonialherrschaften wurde der Ort ab 1850 eine Gemeinde in Österreichisch-Schlesien, Bezirk und Gerichtsbezirk Bielitz. Derweil nahm die ethnographische Gruppe der Teschener Walachen deutlich Gestalt an, wohnhaft auch in Jaworze. Traditionell sprachen sie Teschener Mundarten.
Politisch war das Dorf zwischen polnisch-katholischen, sozialdemokratischen sowie schlonsakischen Parteigängern stark getrennt (siehe Wahlbezirk Schlesien 14). In der Reichsratswahl 1907 gewann dort mit 188 Stimmen Bonczek, ein Kandidat der PPSD, vor dem polnisch-katholischen Nationalaktivist Józef Londzin (173 Stimmen) und Jan Sztwiertnia (49 Stimmen) (1850–1912) (polnischer Katholik mit der Unterstützung der DF). In der Reichsratswahl 1911 gewann Edmund Chobot (PPSD, 186 Stimmen) vor Józef Londzin (117 Stimmen) und dem Vertreter der Schlesischen Volkspartei Józef Kożdoń (101 Stimmen).

### Der Ort in Polen
1920, nach dem Zusammenbruch der k.u.k. Monarchie und dem Ende des Polnisch-Tschechoslowakischen Grenzkriegs, kam Jaworze zu Polen. Unterbrochen wurde dies nur durch die Besetzung Polens durch die Wehrmacht im Zweiten Weltkrieg.
Zwischen 1954 und 1972 war Jaworze Sitz der Gromada Jaworze. Zwischen 1973 und 1991 gehörte das Dorf zur Gmina Jasienica die Gmina Jaworze wurde erst 1991 wieder gebildet.
Von 1975 bis 1998 gehörte die Gmina zur Woiwodschaft Bielsko-Biała.

## Einwohnerentwicklung
In den Jahren 1880 bis 1910 stieg die Einwohnerzahl von 2105 im Jahre 1880 auf 2247 im Jahre 1910, es waren überwiegend polnischsprachige (zwischen 94,6 % im Jahre 1880 und 89,2 % im Jahre 1910), auch deutsch- (zwischen 5,2 % im Jahre 1880 und 10,3 % im Jahre 1910) und tschechischsprachige (14 oder 0,6 % im Jahre 1900). Im Jahre 1910 waren 49,8 % römisch-katholisch, 48,7 % evangelisch, es gab 34 (1,5 %) Juden. Im Jahr 2018 hatte der Ort 7299 Einwohner.

## Religion
Die römisch-katholische Pfarrei gehört zum Bistum Bielsko-Żywiec, Dekanat Jasienica. Die evangelische Gemeinde gehört zur Diözese Cieszyn. Es gibt auch die Gemeinde der Siebenten-Tags-Adventisten.

## Sehenswürdigkeiten
- Das Schloss (Pałac) von Ende des 18. Jahrhunderts mit einem 6 ha großen Park

- die evangelische Kirche (Kościół Ewangelicko-Augsburski) aus dem Jahr 1782–88, neben der Kirche das Pfarrhaus von Ende des 18. Jahrhunderts. In der Kirche selbst befindet sich eine Orgel der österreichischen Orgelbaufirma Rieger aus dem Jahr 1912 mit 25 Registern.

- die katholische Kirche Göttliche Vorsehung (kościół katolicki pw. Opatrzności Bożej) von 1800–1802, später zweimal erweitert. Neben der Kirche liegt ein Friedhof mit dem klassizistischen Laschowski-Mausoleum und Grabsteinen von Mitgliedern der Familie Saint-Genois aus dem 19. Jahrhundert

- die Gebäude des sogenannten Dolny Dwór am Fuße des Berges Młyńska Kępa

- ein Backsteingebäude aus dem 19. Jahrhundert, das sogenannten Górny Folwark

- Die Gloriette aus dem Jahr 1798 auf dem Goruszka-Hügel

- Denkmal für die Opfer des Faschismus von 1946

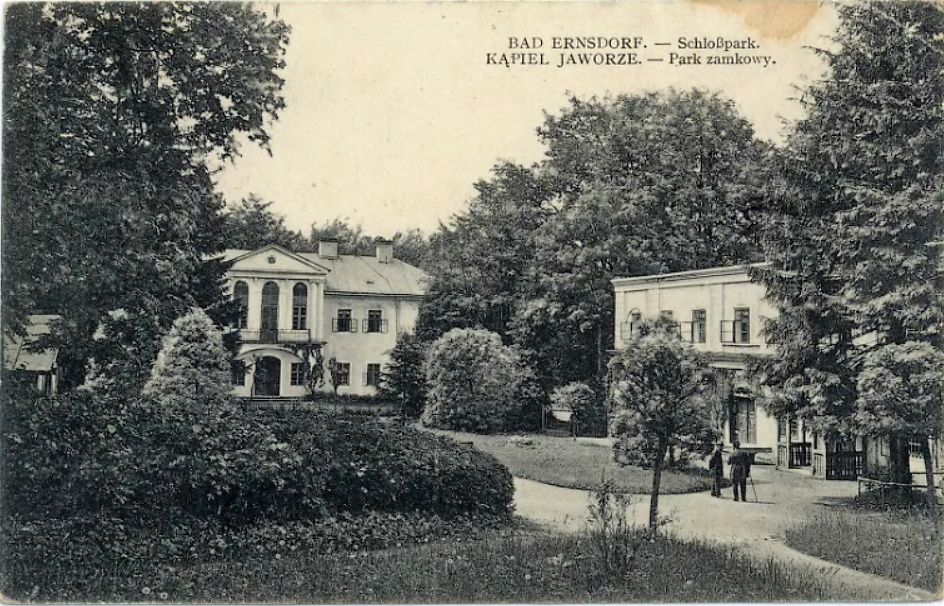
Schloss und Park 1900
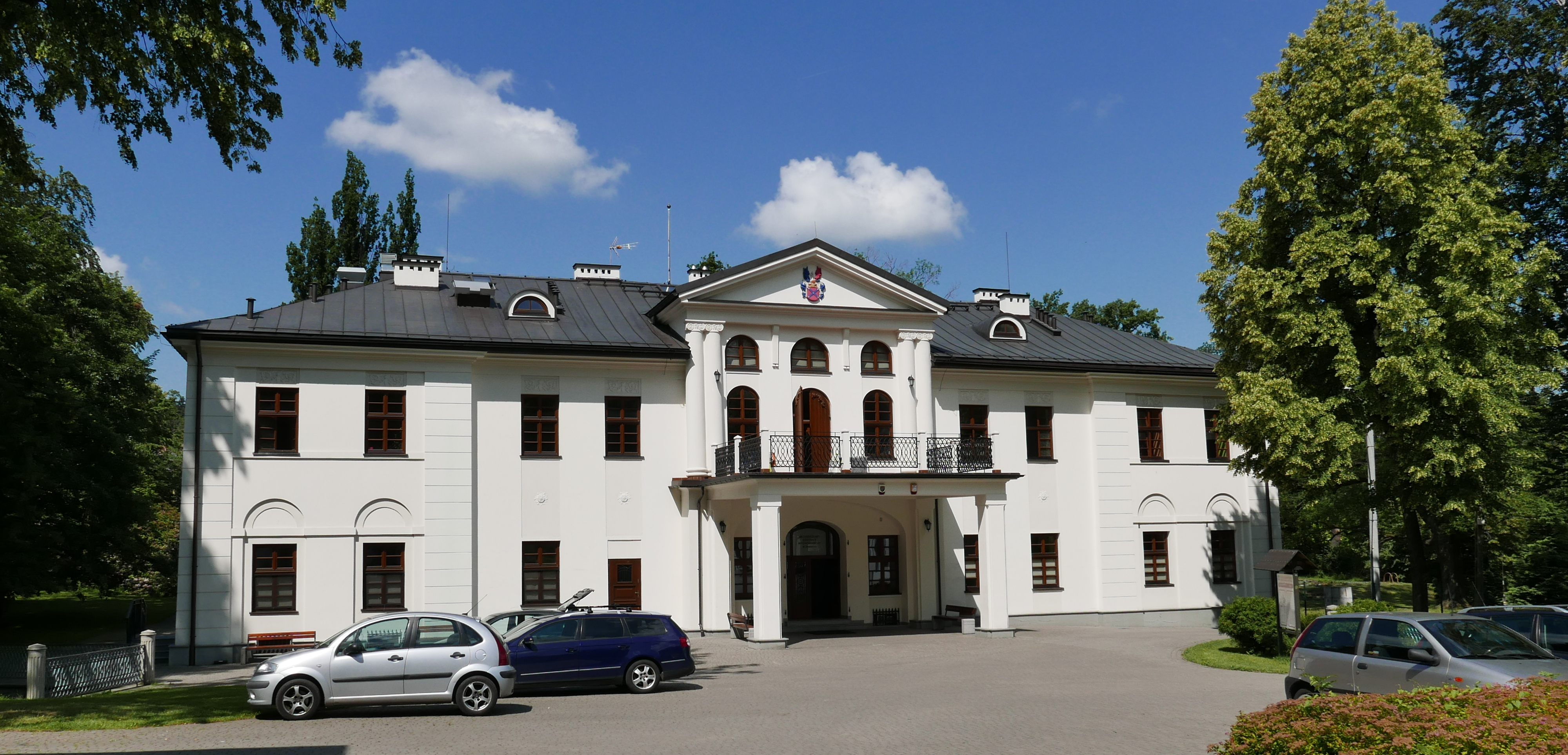
Das Schloss heute (2018)
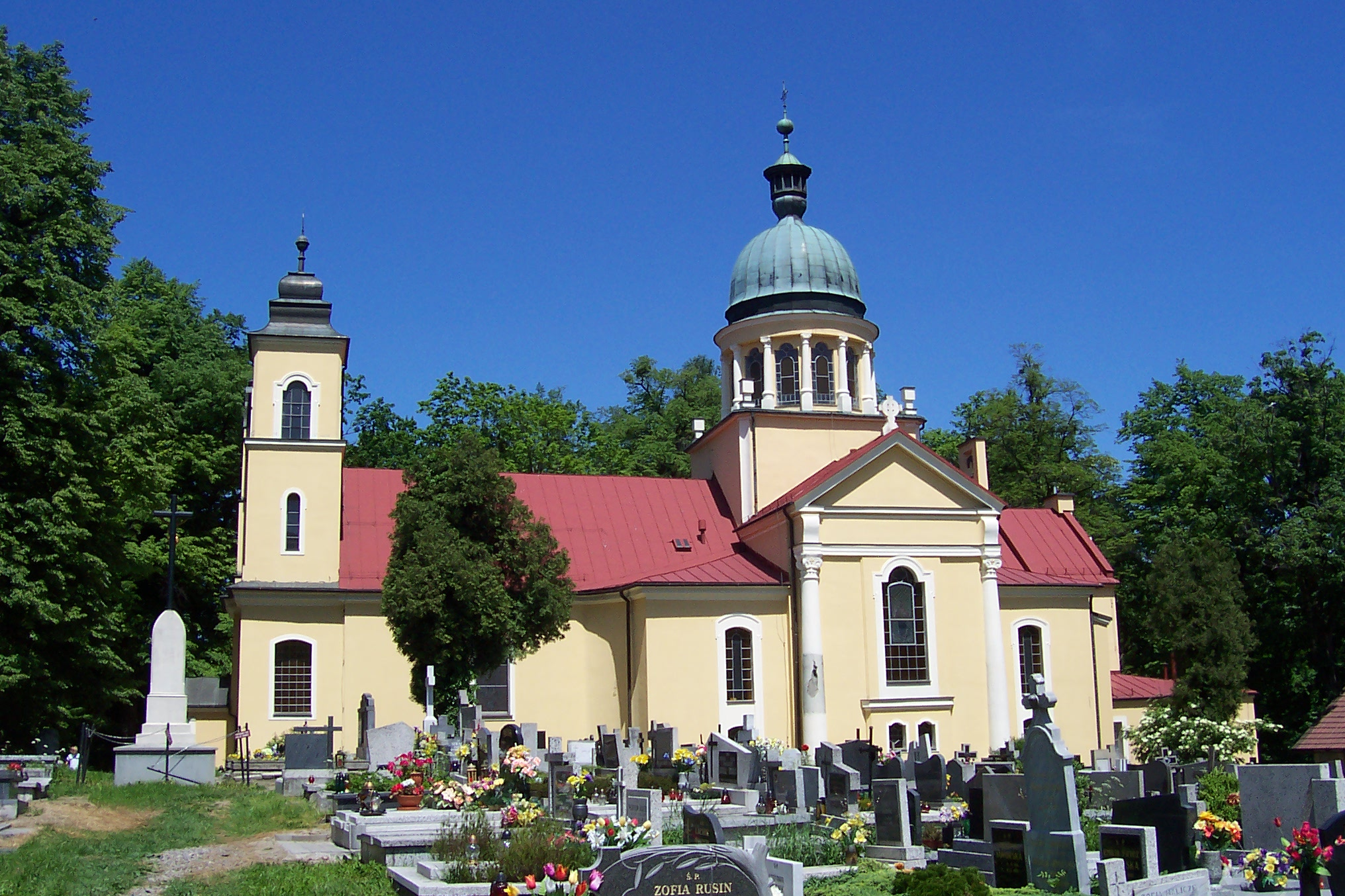
Kirche Göttliche Vorsehung
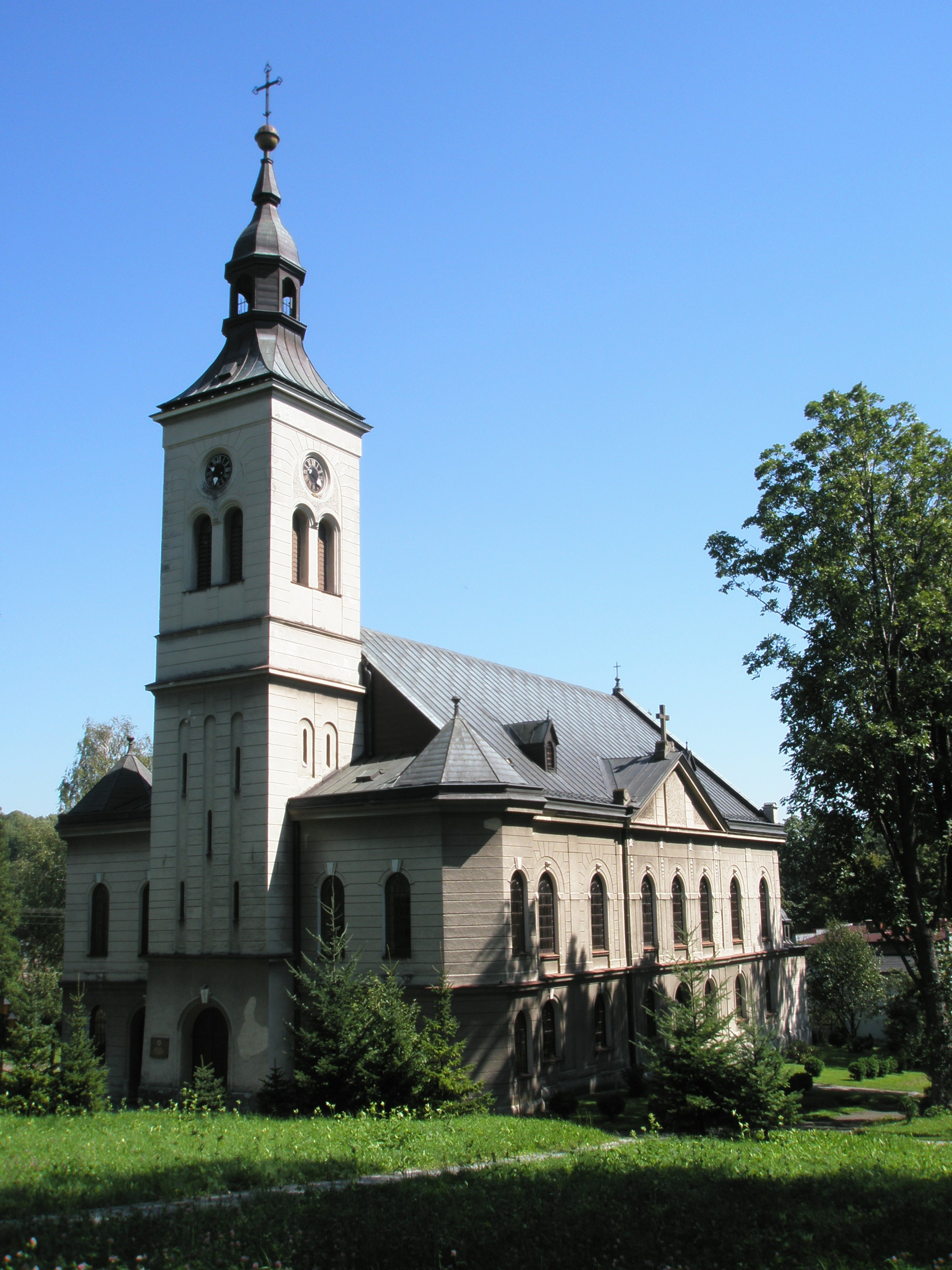
Die evangelische Kirche
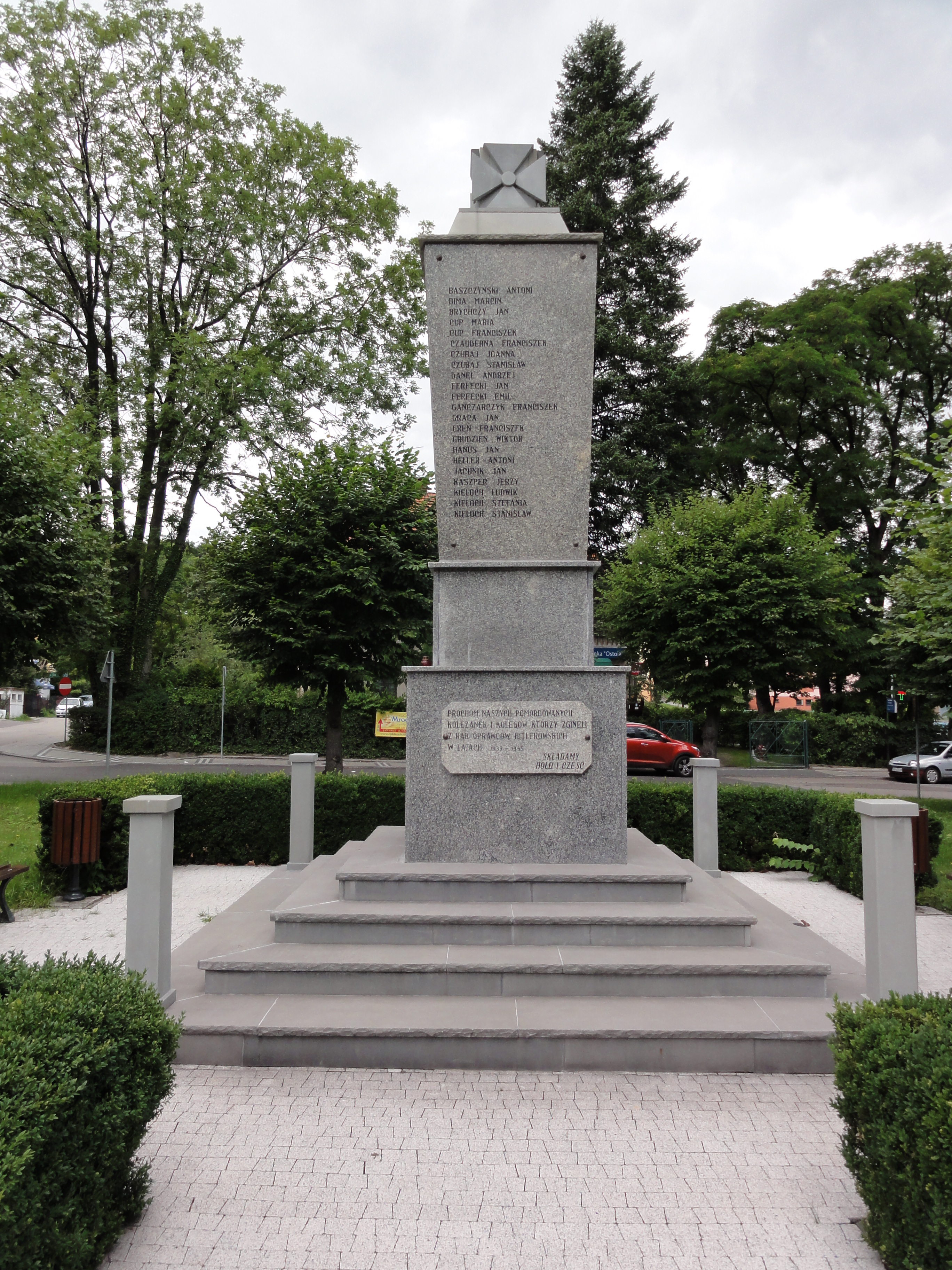
Denkmal für die Opfer des Faschismus

## Kultur
Das Museum für Meeres- und Binnenfauna und -flora (ul. Wapienicka 120)  präsentiert Sammlungen der Wasserfauna und -flora und arbeitet mit dem Institut für Biologie der Pädagogischen Universität Krakau zusammen.

## Sport
Der Fußballverein GKS Czarni Jaworze spielt derzeit in der Bezirksliga. Größte Erfolge sind die Meisterschaften der Klasse A in den Saisons 2013/2014 und 2016/2017. Die Vereine ŁKS X-10 Jaworze und UKS Dziesiątka Jaworze treten im Sportbogenschießen an.

## Tourismus
Durch den Ort führt der internationale Radweg Krakau-Wien. Außerdem gibt es zwei regionale Radwege. Dazu kommen zwei örtliche Wanderwege.

## Verkehr

### Autobusse
Die Stadt wird von den Linien 121, 122, 123, 124, 125, 126 des Busunternehmens Komunikacja Beskidzka bedient.

### Schienen
Jaworze liegt an der Eisenbahnlinie Nr. 190, die Bielsko-Biała mit Cieszyn verbindet. An der Grenze zu Jasienica liegt der geschlossene Bahnhof Jaworze Jasienica. Der Transport auf diesem Abschnitt wurde ab 10. Januar 2009 eingestellt.

## Töchter und Söhne der Gemeinde
- Justyna Kaczkowska (* 1997), Radsportlerin

## Gemeinde
Die Gemeinde gehört zur Euroregion Śląsk Cieszyński.

### Geographie
Die Gemeinde hat eine Flächenausdehnung von 21,00 km². 39 % des Gemeindegebiets werden landwirtschaftlich genutzt, 51 % sind mit Wald bedeckt.

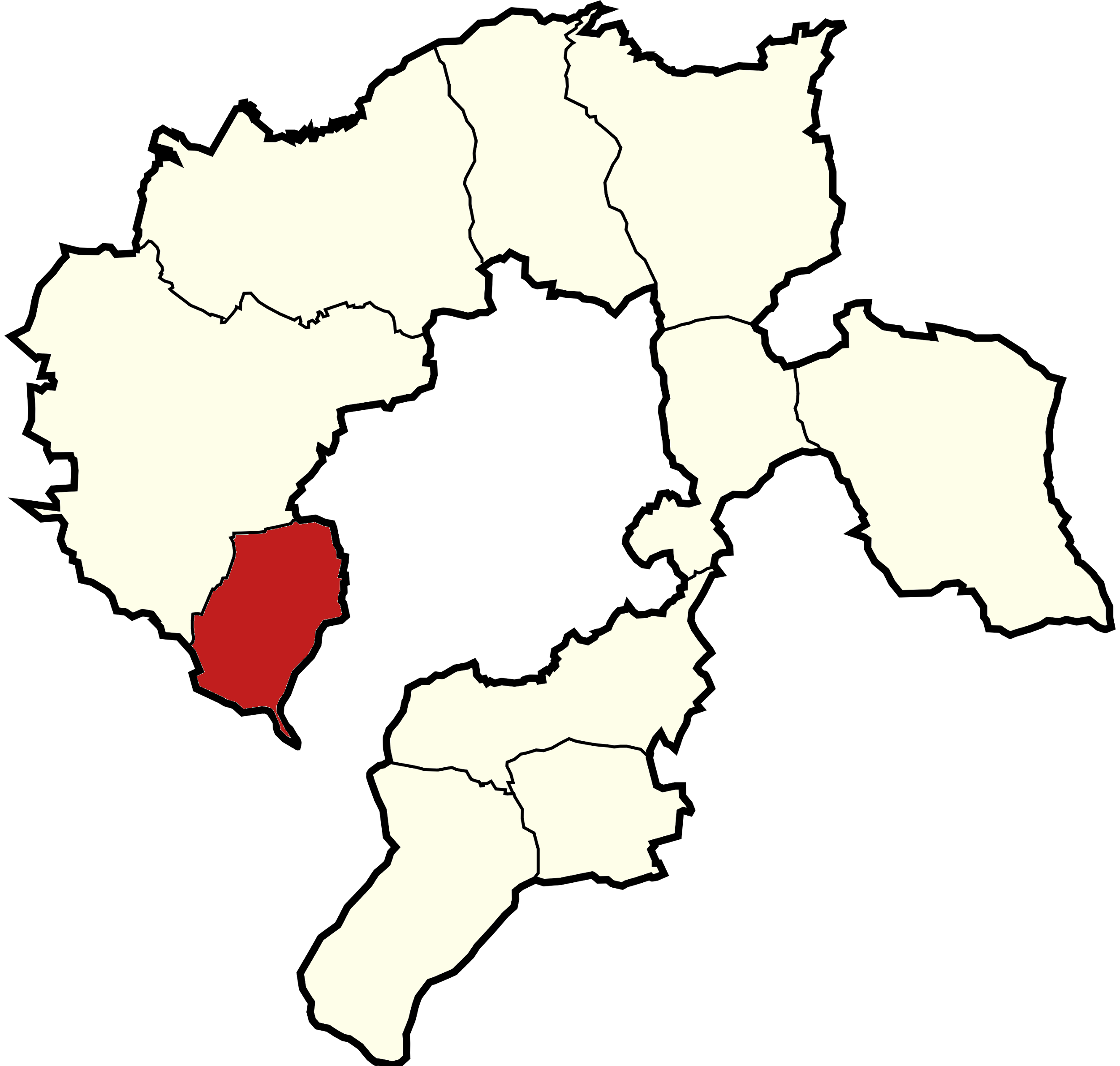
Lage der Gemeinde im Powiat Bielski

### Gemeindegliederung
Zur Landgemeinde (gmina wiejska) Jaworze gehören folgende Ortschaften: Błatnia (kleine Siedlung), Grabka, Jaworze Dolne, Jaworze Górne, Jaworze Nałęże, Jaworze Średnie und Pielgrzym (Pelchrim).